# الصحيفة الهندوسية
الصحيفة الهندوسية (بالإنجليزية: The Hindu)‏ صحيفة هندية يومية تصدر باللغة إنجليزية. يقع مقر الشركة الرئيسي في تشيناي، ونشرت أول نسخة من الصحيفة الأسبوعية في عام 1878، ثم تحولت الئ صحيفة يومية في عام 1889. وتعتبر ثاني أكثر صحيفة تصدر باللغة إنجليزية في الهند، حيث تصل متوسط المبيعات الئ 1.45 مليون نسخة اعتبارا من يناير-يونيو 2016 . وفقا لمسح القراء الهندي في عام 2014، وتعتبر كذلك ثالث صحيفة أنجليزية تقرأ في الهند (بعد تايمز أوف إينديا وهندوستان تايمز). الصحيفة الهندوسية لديها أكبر قاعدة للتداول في جنوب الهند، وهي الأكثر قراءة على نطاق واسع كصحيفة يومية باللغة إنجليزية في ولاية أندرا برديش وتاميل نادووكيرلا، تيلانغانا وكارناتاكا.
المؤسسة لديها 1600 عامل ووصلت مبيعاتها السنوية ما يقرب من 200 مليون دولار  في عام 2010. الاشتراك والإعلان هي المصادر الرئيسية للدخل. الصحيفة أصبحت في عام 1995 أول صحيفة هندية على الإنترنت. وأصبحت اعتبارا من شهر نوفمبر عام 2015 تنشر في 18 موقعا عبر تسع ولايات: بنغالور، تشيناي، حيدر آباد، ثيروفانانثابورام، فيجاياوادا، كلكتا ومومباي وكويمباتور، مادوراي، نويدا، فيساخاباتنام وكوتشي (كيرالا) ومانغلور، تيريوشيراببالي، هوبلي، موهالي، الله أباد، ومالابورام.

## وصلات خارجية
- الصحيفة الهندوسية على موقع الموسوعة البريطانية (الإنجليزية)
- الصحيفة الهندوسية على موقع روتن توميتوز (الإنجليزية)

- Official website - English
- Mobile website - English
- Online edition (ePaper) - English